# Challenger Cherbourg-La Manche 2023 - Doppio
Jonathan Eysseric e Quentin Halys erano i detentori del titolo ma hanno deciso di non partecipare al torneo.
In finale Ivan Liutarevich e Vladyslav Manafov hanno sconfitto Karol Drzewiecki e Kacper Żuk con il punteggio di 7–6(10), 7–6(7).

## Teste di serie
1. Dustin Brown /  Andrew Harris (quarti di finale)
2. Dan Added /  Neil Oberleitner (primo turno)

1. Théo Arribagé /  Constantin Frantzen (primo turno)
2. Hendrik Jebens /  Niklas Schell (semifinale)

## Wildcard
1. Kenny de Schepper /  Matteo Martineau (primo turno)

1. Clément Chidekh /  Joshua Paris (quarti di finale)

## Tabellone

### Legenda
| - Q = Qualificato - WC = Wild card - LL = Lucky loser | - ALT = Alternate - SE = Special Exempt - PR = Protected Ranking | - w/o = Walkover - r = Ritirato - d = Squalificato |

|  | Primo turno | Primo turno               | Primo turno             | Primo turno | Primo turno |  |  | Quarti di finale | Quarti di finale        | Quarti di finale    | Quarti di finale        | Quarti di finale  |    |      | Semifinali | Semifinali                  | Semifinali                  | Semifinali                         | Semifinali                         |     |    | Finale | Finale | Finale | Finale | Finale |  |
|  |             |                           |                         |             |             |  |  |                  |                         |                     |                         |                   |    |      |            |                             |                             |                                    |                                    |     |    |        |        |        |        |        |  |
|  | 1           | D Brown A Harris          | 6                       | 3           | [10]        |  |  |                  |                         |                     |                         |                   |    |      |            |                             |                             |                                    |                                    |     |    |        |        |        |        |        |  |
|  |             | F Bergevi P Matuszewski   | 2                       | 6           | [4]         |  |  | 1                | D Brown A Harris        | 6                   | 64                      | [9]               |    |      |            |                             |                             |                                    |                                    |     |    |        |        |        |        |        |  |
|  |             | K Drzewiecki K Żuk        | K Drzewiecki K Żuk      | 7           | 6           |  |  |                  | K Drzewiecki K Żuk      | 4                   | 7                       | [11]              |    |      |            |                             |                             |                                    |                                    |     |    |        |        |        |        |        |  |
|  |             | Z Babić M Poljičak        | Z Babić M Poljičak      | 64          | 3           |  |  |                  |                         |                     |                         |                   |    |      |            | K Drzewiecki K Żuk          | K Drzewiecki K Żuk          | 7                                  | 6                                  |     |    |        |        |        |        |        |  |
|  | 3           | T Arribagé C Frantzen     | 4                       | 6           | [6]         |  |  |                  |                         |                     | A Hoang L Sanchez       | A Hoang L Sanchez | 65 | 3    |            |                             |                             |                                    |                                    |     |    |        |        |        |        |        |  |
|  |             | H Grenier A Vatutin       | 6                       | 3           | [10]        |  |  |                  | H Grenier A Vatutin     | H Grenier A Vatutin | 3                       | 2                 |    |      |            |                             |                             |                                    |                                    |     |    |        |        |        |        |        |  |
|  |             | A Hoang L Sanchez         | 1                       | 6           | [10]        |  |  |                  | A Hoang L Sanchez       | A Hoang L Sanchez   | 6                       | 6                 |    |      |            |                             |                             |                                    |                                    |     |    |        |        |        |        |        |  |
|  | WC          | K de Schepper M Martineau | 6                       | 2           | [6]         |  |  |                  |                         |                     |                         |                   |    |      |            | Karol Drzewiecki Kacper Żuk | Karol Drzewiecki Kacper Żuk | 610                                | 67                                 |     |    |        |        |        |        |        |  |
|  |             | E Donskoj M Jaziri        | E Donskoj M Jaziri      | 1           | 6           |  |  |                  |                         |                     |                         |                   |    |      |            |                             |                             | Ivan Liutarevich Vladyslav Manafov | Ivan Liutarevich Vladyslav Manafov | 712 | 79 |        |        |        |        |        |  |
|  |             | G Blancaneaux M Geerts    | G Blancaneaux M Geerts  | 6           | 78          |  |  |                  | G Blancaneaux M Geerts  | 6                   | 4                       | [6]               |    |      |            |                             |                             |                                    |                                    |     |    |        |        |        |        |        |  |
|  |             | M Lībietis L Margaroli    | M Lībietis L Margaroli  | 4           | 65          |  |  | 4                | H Jebens N Schell       | 3                   | 6                       | [10]              |    |      |            |                             |                             |                                    |                                    |     |    |        |        |        |        |        |  |
|  | 4           | H Jebens N Schell         | H Jebens N Schell       | 6           | 7           |  |  |                  |                         |                     |                         |                   |    |      | 4          | H Jebens N Schell           | 3                           | 6                                  | [5]                                |     |    |        |        |        |        |        |  |
|  |             | S Fayziev M Kalovelonis   | S Fayziev M Kalovelonis | 65          | 4           |  |  |                  |                         |                     | I Liutarevich V Manafov | 6                 | 3  | [10] |            |                             |                             |                                    |                                    |     |    |        |        |        |        |        |  |
|  | WC          | C Chidekh J Paris         | C Chidekh J Paris       | 7           | 6           |  |  | WC               | C Chidekh J Paris       | 3                   | 7                       | [2]               |    |      |            |                             |                             |                                    |                                    |     |    |        |        |        |        |        |  |
|  |             | I Liutarevich V Manafov   | 6                       | 3           | [12]        |  |  |                  | I Liutarevich V Manafov | 6                   | 65                      | [10]              |    |      |            |                             |                             |                                    |                                    |     |    |        |        |        |        |        |  |
|  | 2           | D Added N Oberleitner     | 3                       | 6           | [10]        |  |  |                  |                         |                     |                         |                   |    |      |            |                             |                             |                                    |                                    |     |    |        |        |        |        |        |  |